# Little Nightmares 2
Little Nightmares 2 (estilizado como Little Nightmares II) es un videojuego de aventura, terror, plataformas y puzzles desarrollado por Tarsier Studios y publicado por Bandai Namco Entertainment. Se podría considerar un juego para jugadores a partir de los 12 años. El juego fue anunciado en Gamescom 2019 como la secuela de Little Nightmares, y cuenta con un nuevo personaje de jugador, Mono, con el protagonista del juego anterior, Six, como un personaje controlado por computadora. El juego se lanzó para Microsoft Windows, Google Stadia, Nintendo Switch, PlayStation 4 y Xbox One el 11 de febrero de 2021, y las versiones para PlayStation 5 y Xbox Series X/S se lanzarán en una fecha posterior en el mismo año. La demostración se lanzó el 30 de octubre de 2020.

## Argumento
El juego inicia con una cinemática donde la cámara avanza a través de un pasillo donde al final se logra apreciar una puerta con un Ojo que emite una brillante luz.
El jugador comienza a controlar a Mono, un niño que usa una bolsa de papel en la cabeza, quien despierta de un sueño por la noche a la mitad de Tierra Salvaje, un bosque-desierto sombrío, al lado de un televisor apagado. A medida que se adentra más en sus profundidades Mono descubre que alguien ha estado dejando múltiples trampas de las cuales algunas ya están ocupadas por algunos cadáveres. Mono llega hasta una cabaña en mal estado donde descubre varios cadáveres de personas y animales. Allí sigue una melodía proveniente del sótano y encuentra a una niña (Six) atrapada, la cual está tocando una caja de música. 
Luego de usar un hacha para romper la puerta Mono le ofrece su ayuda, sin embargo, este sigue recorriendo el lugar siguiendo los pasos de Six, debido a que esta huyó de él pensando que podría ser hostil. Cuando la encuentra tratando de abrir la puerta del ático por su cuenta Six acepta la ayuda de Mono puesto que no puede hacerlo sin apoyo, formando una alianza. En un momento ambos se encuentran escabulléndose del residente de la casa, el Cazador, quien se encuentra despellejando a un animal hasta que, por hacer algo de ruido, este los descubre y los empieza a perseguir sin cansancio por la zona pantanosa del bosque, disparandoles constantemente con su escopeta. Luego de escapar momentáneamente los niños llegan a un cobertizo donde encuentran otra escopeta, así que al tratar de abrir la puerta bloqueada el Cazador muere debido a un balazo propinado por los pequeños.
Al escapar de Tierra Salvaje los niños usan una vieja puerta como un bote para navegar a través del mar que los lleva a las afueras de la Ciudad Pálida, una metrópolis tenebrosa cuyo ambiente y estructuras sufren alteraciones. Mientras avanzan por las calles y alcantarillados descubren que la ciudad está habitada por los Viewers, personas hostiles con aspectos distorsionados por la emisión televisora de la Torre de Señales, un gigantesco rascacielos con una antena en la parte superior que emite un extraño pulso de luz, la cual es controlada por el misterioso Thin Man. A partir de aquí Mono empieza a despertar unos extraños poderes que se manifiestan al acercarse a las pantallas haciendo que su cuerpo pueda entrar en ellas para ir caminando por su sueño (primera cinemática), sin embargo Six termina sacándolo de él antes de que logre abrir la puerta. 
En un instante ellos llegan a una misteriosa escuela que resulta estar llena de niños problemáticos de porcelana, los Bullies, quienes, a pesar de correr desenfrenados por los pasillos y aulas, se encuentran bajo el estricto mandatario de su malvada superior, la Profesora. Mono y Six se separan momentáneamente cuando en un intento de llegar a una sala los Bullies dejan caer un casillero sobre Mono y secuestran a Six, en este punto Mono, ahora solo, llega a un aula donde la Profesora le está dando clase a los Bullies castigados, y esta empieza a sospechar de Mono puesto que dejó caer una estantería al tratar de agarrar una llave mientras se movía en silencio a costa suya. Mientras trata de rescatar a Six la Profesora empieza a recorrer el edificio bajo los pasos de Mono, pasando por salones como la biblioteca o su estudio personal, quien estira su cuello para observar en los conductos y lugares difíciles. Al final Mono rescata a Six y evaden por poco a la Profesora, quien los sigue con su cuello por los conductos y decidió rendirse en su búsqueda luego de que ambos caen en la basura.
Luego de pasar por algunas cuadras los niños encuentran el impermeable amarillo de Six, que se pone para cubrirse de la lluvia, y llegan hasta un hospital abandonado repleto de los Pacientes, maniquíes hechos con partes de madera y restos humanos. En algún momento ambos se vuelven a separar al mismo tiempo que los Pacientes cobran vida y empiezan a perseguir a Mono, a lo que este les alumbra con una linterna al ver qué estos dejan de moverse ante la luz. Sin embargo, algunos de ellos dejan caer sus manos que de alguna forma tienen mente propia, y ya que a estas no les afecta la linterna Mono decide aplastarlas con algunos martillos. Poco tiempo que escapa de los Pacientes Mono se reúne con Six, y reparan un elevador fuera de servicio. Ambos siguen explorando el lugar solo para encontrarse con el encargado del hospital, el Doctor, quien puede trepar el techo y se mantiene en constante cuidado de los Pacientes. Evadiéndolo y luego de una persecución a través de las salas de operaciones los niños atraen al Doctor hasta una máquina crematoria donde lo encierran y lo incineran o lo dejan atrapado con vida, dependiendo de la decisión del jugador.
Mientras se acercan más a la Torre de Señales esquivando a los Viewers en una casa se topan con un viejo televisor, en el cual Mono usa su poder y al fin llega a la puerta, pero resulta que al abrirla liberó por accidente al Thin Man. Cuando Six saca a Mono el Thin Man surge del televisor y los persigue hasta un cuarto donde ambos se esconden. Sin embargo, debido a que Six se escondió mal, el Thin Man la descubre y usas sus poderes para raptarla, dejando a Mono solo por tercera vez. Decidido a rescatar una vez más a Six el chico sigue su camino a través de los edificios usando un control remoto que encontró para usar sus poderes y viajar a través de los televisores hasta llegar a un viejo monorriel, donde encuentra un televisor con Six tratando de salir, pero al tratar de sacarla de la pantalla el Thin Man la devuelve y lo acecha hasta que lo pierde de vista al accionar una palanca que separa un vagón y lo desliza bruscamente por las vías. 
Este choca en las alcantarillas dejando algo herido a Mono, y al recuperarse sube por una escalera que lo lleva a la calle principal de la Torre de Señales. Pero para su mala suerte el Thin Man aparece, aunque en un acto de confianza Mono se quita el sombrero y lo enfrenta en una lucha usando sus nuevos poderes, donde este resulta vencedor al debilitar a Thin Man y desintegrarlo. Manipulando la realidad de la calle Mono llega hasta la entrada principal de la Torre de Señales y al cruzar la puerta camina hasta llegar al interior donde se hallan diversas puertas/portales. Mientras oye una melodía familiar él viaja a través de las puertas hasta llegar a la cima de la Torre, donde para su completo horror, descubre a Six transformada en una mutante distorsionada, que parece reconocerlo debido a que no lo ataca. 
Buscando una forma de liberarla de su destino, Mono nota que Six lleva en sus manos la caja de música que cargaba consigo en la cabaña, así que pensando que al romperla la liberaría, este la golpea con un martillo, causando un choque de realidad haciendo que Six se enfurezca y lo persiga a muerte. Es en este punto donde Mono utiliza un hacha para romper la caja mientras evade a Six usando los portales. Cuando Six vuelve a su estado normal, las paredes empiezan a infestarse de restos humanos envueltos en una enorme masa de órganos que empiezan a colapsar el edificio. Ellos escapan de ser aplastados por la masa hasta llegar a otra pantalla para salir. Mono queda colgando en manos de Six al borde de la última tabla, pero luego de un momento, para sorpresa y lamento, esta lo suelta dejándolo caer al vacío mientras que ella usa la pantalla para escapar.
Mono sobrevive a la caída aterrizando sobre la masa humana, mientras la recorre halla una silla y empieza a llorar debido a la traición de Six al mismo tiempo que la masa lo acorrala. Sin embargo, la escena cambia y la masa desaparece, dejando a Mono sentado en un piso franco mientras que una luz lo ilumina. A continuación se muestra una serie de imágenes en las que Mono junto con la silla van creciendo hasta alcanzar un tamaño adulto, adoptando la viva imagen del Thin Man, lo que da a entender que probablemente se haya quedado atrapado en un bucle infinito (similar a Six y el legado de "La Dama"), todo esto mientras que la cámara retrocede por el pasillo con la puerta con el Ojo cerrándose.
En el final secreto parte una escena en la cual nos muestra a Six luego de su escape, donde llega a una habitación y se encuentra con su propia sombra, la cual se queda observando una foto de Las Fauces antes de desvanecerse, y de repente su estómago gruñe de hambre; este final nos indica que el juego posiblemente es una precuela ya que la sombra representa lo que perdió Six al traicionar a Mono y esa misma sombra es la que aparece en el primer juego cada vez que Six tiene hambre.

## Recepción
Little Nightmares II recibió críticas generalmente favorables de Metacritic.